# Abete (araldica)
In araldica l'abete è assunto come simbolo di animo nobile ed elevato, di pensiero retto, di alte aspirazioni o di coraggio.
Essendo l'abete robusto ma con radici ridotte, è stato impiegato come impresa da coloro che giunsero ad una posizione elevata pur avendo una origine modesta, come sostiene il Capaccio nel suo trattato sulle imprese. L'abete è stato spesso assunto nello stemma dall'ambasciatore che non si era lasciato corrompere dal campo nemico.
L'abete è molto utilizzato anche nell'araldica civica sia italiana che svizzera.

Comune di Airolo, Canton Ticino
Comune di Bedano, Canton Ticino
Comune di Kölliken, canton Argovia
Comune di Bottenwil, canton Argovia
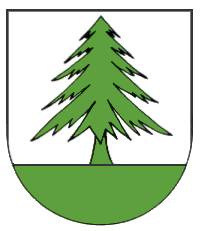
Comune di Wilfingen in Dachsberg (Südschwarzwald)